# Клан (Великие Африканские озёра)
Кланы — изначальная форма организации народностей и племён на территории Великих Африканских озёр. На эту структуру опирается государственное управление в современных республиках Руанда, Уганда, Бурунди и, частично, Танзания.

## Этимология
По отношению к организации племён Великих Африканских озёр термин «клан» впервые применили европейцы на основании того, что она была схожа с прочими клановыми организациями по всему остальному миру. Местные жители же, описывая это понятие, применяют разные, в зависимости от страны и языка, термины: ubwoko в Руанде, umuryango в Бурунди, ruganda в королевствах Уньоро в языке Бухайя, igise у народа Ха, ishanja в языке Бухаву и ebika в Буганде.

## Современная организация
Принадлежность к определённому клану является крайне нечётким и размытым понятием и в своей сути основывается на устных традициях и личных убеждениях, а не на конкретных доказательствах родовой привязанности к той или иной группе. Члены старых кланов со временем рассеялись по территории всего региона и отныне не ассоциируются друг с другом. При этом клановая система отличается от страны к стране. Например, в Руанде, клан — это  очень структурированная единица, всего их двадцать, которые делятся на субкланы, в состав каждого из которых входят как тутси, так и хуту с тва. То же самое происходит у Нколе: в рамках этой национальности существует лишь 4 клана.